# Chiesa di San Filippo Neri (Genova)
La chiesa convento di San Filippo Neri è un complesso religioso situato al limite orientale del quartiere di Prè, nel centro storico di Genova. Il complesso si trova in via Lomellini, quasi all'incrocio con via Bensa. Il convento ospita la sede genovese della Confederazione dell'oratorio di San Filippo Neri che tranne due brevi interruzioni nell'Ottocento officia la chiesa dalla sua fondazione.

## Storia
I finanziamenti per la realizzazione del complesso di San Filippo hanno origine dal cospicuo legato che il nobile genovese Camillo Pallavicini, padre filippino, deceduto a Palermo nel 1644, lasciò perché fosse istituita una sede della congregazione anche a Genova, cosa che avvenne il 1º luglio 1645, presso la Chiesa di San Pancrazio. Decimata dalla peste nel 1656-1657, la comunità fu ricostituita nel 1659 e si trasferì in via Lomellini, in un palazzo acquistato dalla famiglia Lomellini in cui aveva abitato S. Caterina Fieschi, presso il quale costruirono inizialmente una piccola chiesa.
La costruzione dell'attuale complesso, di cui la chiesa rappresenta la più importante testimonianza di architettura tardo-barocca a Genova, ebbe inizio nel 1674, dopo la demolizione del precedente palazzo e l'acquisizione di altri edifici. Il progetto è attribuito a Pietro Antonio Corradi. I lavori furono completati nel 1712, anche se la facciata fu realizzata solo nel 1738, mentre l'annesso oratorio fu edificato intorno alla metà del XVIII secolo.
Per tutto il secolo, grazie ai contributi dei Padri del Comune e di famiglie patrizie, la chiesa si arricchì di preziose opere d'arte.
La chiesa fu consacrata il 28 gennaio 1721 da Giovanni Domenico Cavagnari, vescovo di Sagona, in Corsica. Il complesso passò indenne le soppressioni napoleoniche di fine Settecento, ma nel 1810, al tempo della dominazione francese fu espropriato e trasformato in un museo, in cui erano state fatte confluire le opere d'arte di numerose chiese e conventi chiusi dalle disposizioni napoleoniche. I Filippini poterono farvi ritorno nel 1815, dopo la caduta di Napoleone. Fu nuovamente espropriato nel 1866 per le nuove leggi emanate dal governo sabaudo, tornando però in uso ai padri filippini nel 1868. Questa situazione fa sì che oggi il complesso (chiesa, convento e oratorio) appartenga in parte al comune di Genova e in parte alla congregazione dei Filippini.

## Descrizione artistica

### Esterno
Nella facciata concava della chiesa, ad intonaco grezzo, è collocata la statua dell'”Immacolata e gloria d'angeli”, di Pasquale Bocciardo e sopra il portale d'ingresso un medaglione raffigurante S. Filippo Neri, di Carlo Cacciatore; il prospetto dell'adiacente convento (che ospita anche una scuola materna) è caratterizzato da paraste, timpani e numerose stelle a otto punte, simbolo dei Filippini.

### Interno
L'interno, formato da un'unica navata con un'alta volta a botte e quattro cappelle laterali, è decorato ad affresco, in un tardo-barocco genovese il cui linguaggio si esprime anche con intagli lignei e marmorei ed un trionfo di stucchi dorati e dipinti. Il pavimento con intarsi di marmi pregiati multicolori venne eseguito nel 1737.

### Opere d'arte
La decorazione ad affresco dell'aula principale è dovuta, per quanto riguarda le finte prospettive architettoniche a trompe l'oeil e gli ornati di Antonio Maria Haffner, confratello nella Congregazione filippina, mentre l'affresco della volta che raffigura La Gloria di san Filippo Neri, fu eseguito dal classicista bolognese Marcantonio Franceschini, autore anche degli otto riquadri dipinti a tempera posti sotto il cornicione, rappresentanti i Miracoli e fatti della vita del santo del 1714:
- Filippo salvato dall’angelo
- Filippo fugge dalla tentazione di due donne
- Filippo mostra il bambino Gesù ai due discepoli
- Filippo riceve lo spirito Santo che ne dilata il cuore
- Filippo salva un devoto dal naufragio
- Filippo libera un’indemoniata
- Filippo in levitazione durante la Santa Messa
- Filippo beve alla fiasca di San Felice di Cantalice.

Nel presbiterio, la scenografica macchina d'altare ha il suo fulcro nel San Filippo Neri portato in gloria dagli angeli; è opera dello scultore romano Domenico Guidi il san Filippo, mentre il basamento con gli angeli è del francese Honoré Pelle, allievo del Puget. In alto, nel timpano curvilineo, sempre in marmo bianco la complessa scenografia è completata dallo Spirito Santo fra cherubini e dalle allegorie femminili ai lati, Mansuetudine e Orazione attribuite al genovese Giacomo Antonio Ponsonelli. Gli affreschi alle pareti e nella volta del coro con gli sfondati prospettici e gli Episodi della vita di san Filippo Neri e san Carlo Borromeo, del 1712, sono dovuti alla mano del lombardo Stefano Maria Legnani, allievo del Maratti, che raffigura nella volta l'Apparizione della Vergine a san Filippo, e alle pareti laterali, al di sopra delle grate, finte tribune con i ritratti degli esponenti illustri dell'ordine e del cardinale Tarugi.
Nelle cappelle sono da segnalare alcune opere: nella prima cappella di destra le statue della Mansuetudine e dell'Amor Divino di Domenico Parodi; nella pareti laterali le sculture di Giacomo Boni ed Enrico Vaymer raffiguranti la Vita di san Francesco di Sales. Nella seconda cappella il pacato classicismo di origine emiliana contraddistingue gli affreschi del Boni e la pala d'altare con Riposo della Sacra Famiglia, attribuita alla mano del Franceschini.
Nella seconda cappella di sinistra, il capolavoro di Domenico Piola raffigurante Gesù con la croce appare a Santa Caterina Fieschi Adorno. Forti accenti luministici fanno spiccare le figure del Cristo sanguinante, della santa genovese inginocchiata ai piedi della statua della Vergine e dei rosei putti sul paesaggio notturno dello sfondo. Ai lati episodi di vita della santa ad opera del Boni. Nella prima cappella le statue degli Angeli e dell'immacolata sono opera di Daniello Solaro, allievo di Pierre Puget, mentre la pala raffigurante Papa Pio V venera le stimmate di San Francesco è dei Piola, Domenico e Paolo Gerolamo. Il gruppo ligneo della Pietà è opera di Anton Maria Maragliano.

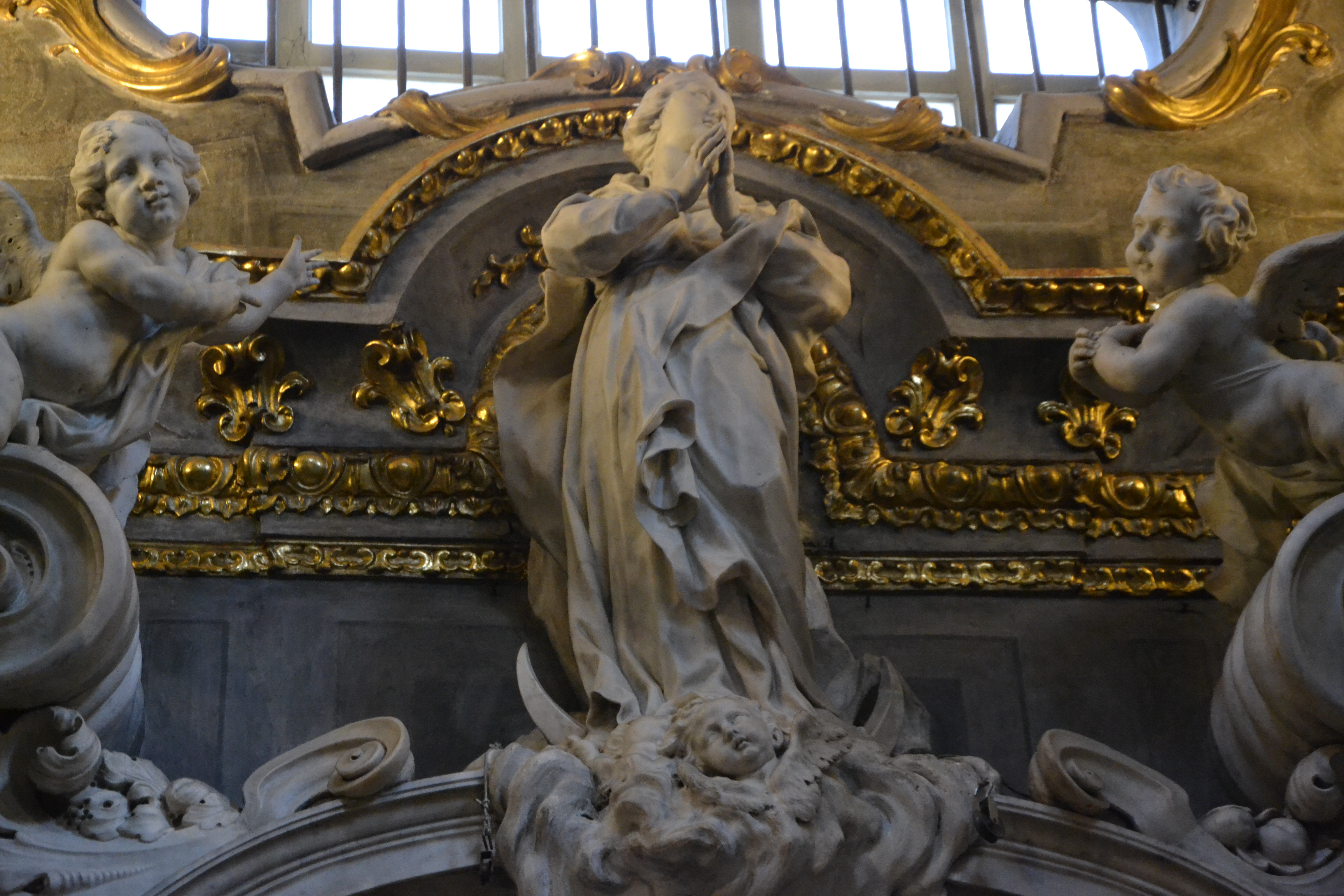
Immacolata, di Daniele Solari
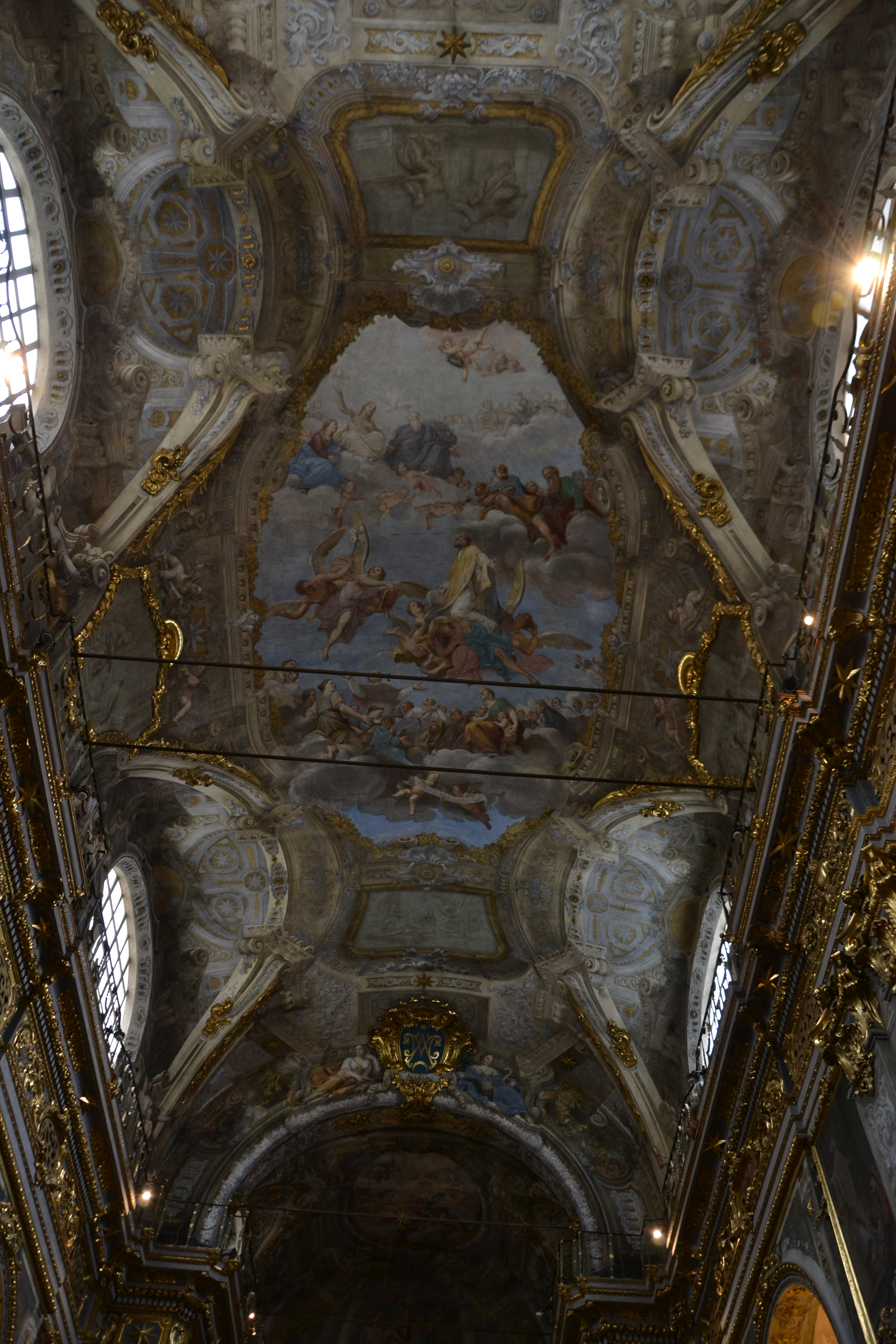
Gloria di san Filippo Neri, Marcantonio Franceschini
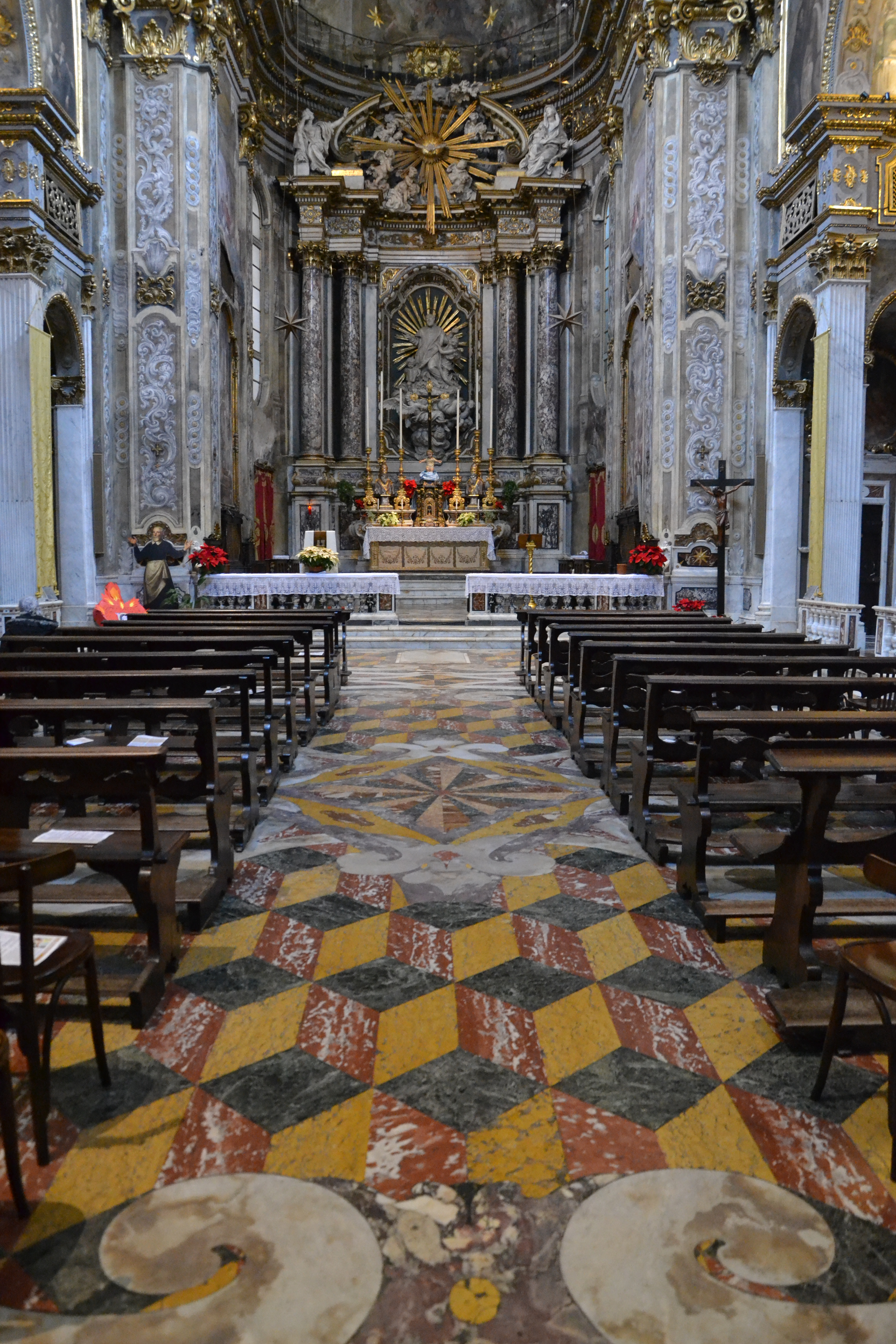
Interno

### Organo a canne
Sull'ampia cantoria in controfacciata, si trova l'organo a canne, costruito da Giuseppe II Serassi nel 1816 (opus 348). Lo strumento, restaurato nel 1995 dalla ditta organaria Dell'Orto & Lanzini e integro nella sua conformazione originaria, è a trasmissione meccanica. L'organo dispone di 30 registri; la sua consolle ha un'unica tastiera di 50 note con prima ottava scavezza ed una pedaliera a leggio scavezza di 17 costantemente unita al manuale.

## Oratorio di San Filippo

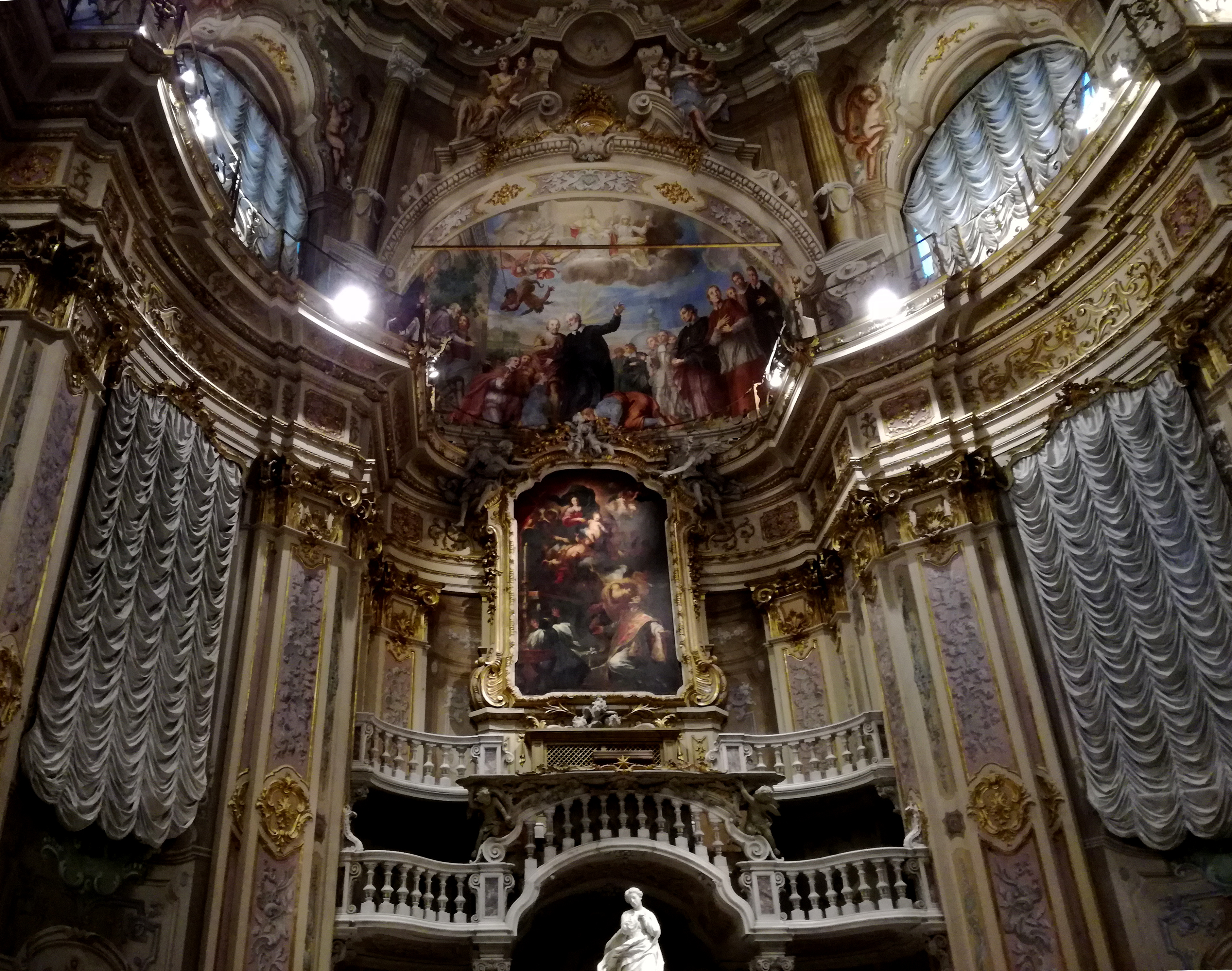
Interno dell'Oratorio San Filippo Neri.

Accanto alla chiesa sorge l'oratorio di San Filippo, costruito nel 1749 su progetto attribuito a Giovanni Battista Montaldo. All'interno, a pianta ellittica, un ambiente in stile rococò perfettamente conservato, si trova una pregevole statua dell'Immacolata realizzata da Pierre Puget. Interessanti anche gli affreschi eseguiti da Giacomo Boni e la tela raffigurante San Filippo in estasi di Simon Dubois.
L'oratorio, per la sua ottima acustica, è stato utilizzato fin dal XVIII secolo per concerti di musica sacra e da camera, attività che prosegue ancora ai nostri giorni. Tra gli altri vi tennero rappresentazioni celebri artisti come Luigi Boccherini, Niccolò Paganini e il sopranista Carlo Scalzi.